# برايان كينيدي (موسيقي)
برايان كينيدي (بالإنجليزية: Brian Kennedy)‏ هو موسيقي ومنتج أسطوانات وملحن أمريكي، ولد في 8 أغسطس 1983 في كانساس سيتي في الولايات المتحدة.

## وصلات خارجية
- برايان كينيدي على موقع ميوزك برينز (الإنجليزية)
- برايان كينيدي على موقع أول ميوزيك (الإنجليزية)
- برايان كينيدي على موقع ديسكوغز (الإنجليزية)
- برايان كينيدي على موقع ديسكوغز (الإنجليزية)